# Застольная молитва (картина Роквелла)
«Засто́льная моли́тва» (англ. Saying Grace) — картина американского художника-иллюстратора Нормана Роквелла, написанная им для журнала The Saturday Evening Post. Картина появилась на обложке выпуска 24 ноября 1951, посвящённого Дню Благодарения. Это была 269-я из 322-х обложек журнала, созданных Норманом Роквеллом за 47 лет с 1916 по 1963 годы.
Читатели The Saturday Evening Post проголосовали в 1955 году за картину «Застольная молитва» как за самое лучшее изображение в журнале за всю его историю. В 2013 году картина была продана за рекордную для произведений Роквелла цену 46 миллионов долларов. Она входит в большинство каталогов и альбомов художника.

## Описание картины
Техника исполнения оригинальной картины — масляная живопись на холсте, размеры оригинала — 107 на 104 сантиметра. На картине изображены женщина и мальчик, творящие молитву в переполненном ресторане, за которыми наблюдают другие люди. Идею картины Роквелл получил от читателя The Saturday Evening Post, которому довелось наблюдать молитву меннонитской семьи в ресторане.
Индустриальный пейзаж за окном соответствует железнодорожной станции в Филадельфии.
Роквелл использовал своего сына, Джарвиса, в качестве одного из натурщиков (сидит спиной к окну). Елизавета Гольдберг, директор американского искусства в Сотбис заявила, что в процессе подготовки и написанию этой картины Роквелл «…посетил автоматы и закусочные в Нью-Йорке и Филадельфии, чтобы правильно выстроить план. … Образы [Нормана Роквелла] настолько яркие, что люди сказали бы, что они узнают эту закусочную, даже если её на самом деле не существует, настолько естественным был каждый мазок». Роквелл позаимствовал стол и стулья из закусочной на Таймс-сквер, чтобы подготовить фотосессию для картины. В процессе подготовки Роквелл устанавливал декорации и планы с помощью друзей и соседей и сделал сотни фотографий пока не остался доволен. Вдобавок к фотографиям Роквелл делал наброски углём, затем этюды маслом, прежде чем приступить к созданию окончательного изображения.
Искусствовед Кристофер Финч считает, что картина, которая изображает бабушку и внука, благодарящих Бога в привокзальной закусочной, словно специально придумана, чтобы продемонстрировать талант Нормана Роквелла во всей полноте, и ему это удалось. К тому же он обращает внимание на новый для творчества Роквелла принцип «снимка», умышленно обрезанные фигуры по краям картины, что усиливает для зрителей эффект их присутствия в маленькой закусочной вместе с героями картины.
За картину Рокуэллу заплатили 3500 долларов (эквивалент $32,999 в ценах 2017 года). «Застольная молитва» была на длительный срок одолжена Музею Нормана Роквелла, и выставлялась в 12-и других музеях США до продажи 2013 года.

## Продажа 2013 года
«Застольную молитву» продали за 46 миллионов долларов (включая премию покупателя) на аукционе Сотбис в декабре 2013 года, установив новый ценовой рекорд для произведений искусства Нормана Роквелла. Предыдущий рекорд был установлен в 2006 году продажей за 15,4 миллионов картины «Разрывая семейные узы». Предварительная оценка и ожидаемая цена 15—20 миллионов долларов были превышены более чем в два раза. Покупатель «Застольной молитвы» остался неизвестен.
Две других картины Роквелла, которые ранее были сданы в аренду Музею Нормана Роквелла, «Слухи» и «По дороге в церковь», были проданы вместе с «Застольной молитвой». Вместе с четырьмя другими произведениями искусства Роквелла они были проданы наследниками Кеннета Стюарта, арт-директора The Saturday Evening Post. Роквелл подарил несколько картин, в том числе «Застольную молитву» Стюарту, своему коллеге в течение многих лет. «Застольная молитва» висела в офисе Стюарта в The Saturday Evening Post, а впоследствии в гостиной Стюарта в Уилтоне (штат Коннектикут). К моменту продажи в 2013 году сыновья Стюарта больше не могли позволить себе страховку и содержание картин.
Продажей произведений искусства был положен конец юридическим разногласиям среди сыновей Стюарта. После смерти Стюарта в 1993 году, его наследство было разделено в равных долях между тремя сыновьями, Кеном-младшим, Уильямом, и Джонатаном. Старшему брату, Кену-младшему, впоследствии был предъявлен иск со стороны Уильяма и Джонатана, которые утверждали, что он вынудил своего отца подписать документы, чтобы Кен-младший мог контролировать состояние отца. Они также утверждали, что Кен-младший потратил часть общего наследства на собственные нужды. Спор братьев был урегулирован во внесудебном порядке перед продажей картин. Владелец The Saturday Evening Post, издательская компания Кертис, которая сохраняет право на копирование произведений Роквелла, также безуспешно пыталась предъявить претензии на владение картинами.
Директор Музея Нормана Роквелла, Лори Нортон Моффат, выразила надежду, что картины в конечном итоге вернутся в музей. Моффат сказала о картинах, что «мы ухаживали за ними, как за детьми… Мы надеемся, что они вернутся когда-нибудь. Мы считаем, что музей — то место, которому они принадлежат». Моффат сказала, что потеря оставила «невосполнимую прореху в коллекции музея».